# Aguazul
Aguazul là một khu tự quản thuộc tỉnh Casanare, Colombia. Thủ phủ của khu tự quản Aguazul đóng tại Aguazul Khu tự quản Aguazul có diện tích 28 ki lô mét vuông. Đến thời điểm ngày 28 tháng 5 năm 2005, Aguazul có dân số 12756 người.